# Mary H. Ellis
Mary H. Ellis (* vor 1987) ist eine Tontechnikerin.

## Karriere
Mary H. Ellis begann 1987 beim Filmstab zu arbeiten und war für Eyes on the Prize, einer Dokumentationsfernsehserie, als Tonmeisterin für die Tonaufnahmen verantwortlich. Im Anschluss war sie unter anderem bei Fernsehfilmen als Sound Mixer verantwortlich. Dieser Tätigkeit ging sie auch bei den Filmen RoboCop 3, Pfundskerle und Andersonville nach. Für ihre Leistung bei dem Fernsehfilm Andersonville erhielt sie mit ihren Kollegen eine Nominierung bei den Primetime Emmy Awards.
Im Jahr 2005 erhielt sie für ihre Arbeit einen Primetime Emmy Award für den Film Warm Springs, wobei Joseph Sargent Regie führte und in denen Kenneth Branagh als Franklin D. Roosevelt und Cynthia Nixon als Eleanor Roosevelt zu sehen sind.
Für ihre künstlerische Leistung bei dem Film Baby Driver erhielt sie mit ihren Kollegen Tim Cavagin und Julian Slater zahlreiche Nominierungen bei Preisverleihungen. Bei den British Academy Film Awards 2018 erhielten sie und ihre Kollegen eine Nominierung in der Kategorie „Bester Ton“, doch die Auszeichnung wurde an die Konkurrenz, für ihre Arbeit bei dem Film Dunkirk, überreicht. Des Weiteren erhielten die drei in der gleichen Kategorie eine Oscarnominierung bei der Oscarverleihung 2018.
In ihrer Karriere arbeitete sie mehrfach mit einigen Regisseuren zusammen, dazu zählen Peter und Bobby Farrelly (Alles erlaubt – Eine Woche ohne Regeln, Dumm und Dümmehr), Kevin Hooks (Fled, Black Dog), Joe Johnston (October Sky, Hidalgo) und Jon Avnet (Grüne Tomaten, Das Baumhaus, Uprising).

## Filmografie (Auswahl)
- 1991: Grüne Tomaten (Fried Green Tomatoes )
- 1993: RoboCop 3
- 1993: Karen McCoy – Die Katze (The Real McCoy)
- 1994: Das Baumhaus (The War)
- 1995: Pfundskerle (Heavy Weights)
- 1996: Andersonville (Fernsehfilm)
- 1996: Fled – Flucht nach Plan (Fled)
- 1997: Wild America
- 1998: Black Dog
- 1999: October Sky
- 2001: Uprising – Der Aufstand (Uprising)
- 2002: Sweet Home Alabama – Liebe auf Umwegen (Sweet Home Alabama)
- 2004: Hidalgo – 3000 Meilen zum Ruhm (Hidalgo)
- 2005: Warmsprings
- 2006: Sie waren Helden (We Are Marshall)
- 2007: Invasion (The Invasion)
- 2009: Zombieland
- 2009: Blind Side – Die große Chance (The Blind Side)
- 2010: So spielt das Leben (Life as We Know It)
- 2011: Alles erlaubt – Eine Woche ohne Regeln (Hall Pass)
- 2011: Footloose
- 2012: The Reluctant Fundamentalist
- 2013: Prisoners
- 2013: Killing Season
- 2014: Dumm und Dümmehr (Dumb and Dumber To)
- 2014: Endless Love
- 2014: Ride Along
- 2015: Gänsehaut (Goosebumps)
- 2015: Vacation – Wir sind die Griswolds (Vacation)
- 2016: The Boss
- 2016: Umweg nach Hause (The Fundamentals of Caring)
- 2017: Gregs Tagebuch – Böse Falle! (Diary of a Wimpy Kid: The Long Haul)
- 2017: Baby Driver